# 原田勝弘 (ゲームクリエイター)
原田 勝弘（はらだ かつひろ、1970年6月10日 - ）は、日本のゲームプロデューサー、ゲームディレクターであり、バンダイナムコエンターテインメントの対戦型格闘ゲーム鉄拳シリーズのプロデューサーとして知られている。

## 経歴
1970年に大阪府にて誕生し、その後は奈良県にて育った。
幼少時、親戚が経営する喫茶店に設置されていた『スペースインベーダー』を気に入って以来、コンピュータゲームに興味を持っていたが、彼の両親が厳しかったため、ゲーム機を買ってもらえなかった。そのため、彼は友人の家で遊んだり、時にはこっそりゲームセンターに行くこともあった。
早稲田大学入学を機に上京、大学では心理学を専攻した。また、大学時代の彼は柔道や空手を学び、テコンドーも少し習った。このほか、原田は第二外国語の授業で中国語を選択したものの、難しすぎて学ぶのに苦労したと自身のTwitterで振り返っている。なお、同大学にはのちにデッド オア アライブ シリーズで知られる板垣伴信が在籍していた。
原田は幼少期の経験からゲーム会社に就職することを考えており、最初に内定を受けたナムコへ入社した。彼の両親は当初、息子がゲーム会社であるナムコに就職したことにショックを受けていたが、後に彼の仕事ぶりを認めるようになった。
営業部門に配属された彼は、西新宿にあった同社直営のゲームセンター『プレイマックス』（2004年閉店。原田は同店に1996年まで在籍）の店員として新宿平八を名乗り『ストリートファイター』シリーズや『鉄拳シリーズ』などのアーケードゲームの大会を運営していた。特に原田は『プレイマックス』での『鉄拳シリーズ』の普及に貢献し、同店は鉄拳で全国に名を馳せる店舗となり、有名プレイヤーも多数輩出する一方で原田自身もプレイヤー新宿平八として活躍した。
後に原田は「アーケードゲームは直接お客さんの反応が見られるので、それが自分の中で経験値としてたまっていきました。」と任天堂の岩田聡との対談の中で振り返っている。
入社から2か月ほどして、彼は開発部に出入りして提案するようになった。また、仮装をして司会を務めるといったユニークなイベントを実施した結果、営業1年目にして社長賞を受賞した。その際、彼は社長に開発部門への異動を希望し、入社2年目に実現し、『鉄拳』が初仕事となった。
鉄拳シリーズにおいては、一部キャラクターの音声やモーションキャプチャーを務めることもあった。
2018年、原田はバンダイナムコのe-Sports戦略リーダーに就任した。また、2019年上旬には、同シリーズをはじめとするバンダイナムコが自社で保有する作品群の統括者に任命された。
2021年3月12日、原田個人のYouTubeチャンネルを開設。これは2020年末にYouTube・ファミ通TUBEチャンネルで行われたトークバラエティ番組『はらだのゲームばぁー』の形式を引き継いだもので、ゲーム業界の関係者などを招いて様々な話題について語る内容の動画が投稿されている。

## 主な作品
- 鉄拳 (1994)：声優
- 鉄拳2 (1995)：スペシャルサンクス、声優
- 鉄拳3 (1997)：ディレクター
- 鉄拳タッグトーナメント (1999)：ディレクター
- 鉄拳アドバンス (2001)：ディレクター
- 鉄拳4 (2001)：ディレクター
- 鉄拳5 (2004)：ディレクター
  - 鉄拳5: Dark Resurrection (2005)：ディレクター
- ソウルキャリバー レジェンズ：コントリビューター
- 鉄拳6 (2007)：エグゼクティブプロデューサー
  - 鉄拳6: Bloodline Rebellion (2008)：エグゼクティブプロデューサー
- ソウルキャリバーIV (2008)：ディレクター[17]
- エースコンバット アサルト・ホライゾン (2011)：スーパーバイザー
- 鉄拳タッグトーナメント2 (2011)：エグゼクティブプロデューサー
- ストリートファイター X 鉄拳 (2012)：ディレクター
- 鉄拳 3D プライム エディション (2012)：エグゼクティブプロデューサー
- 神次元ゲイムネプテューヌV (2012)：出演 [18]
- プレイステーション オールスター・バトルロイヤル (2012)：スーパーバイザー
- 鉄拳レボリューション（英語版） (2013)：エグゼクティブプロデューサー
- デジモンストーリー サイバースルース (2015)：スーパーバイザー[19]
- 鉄拳7 (2015)：ディレクター
- ポッ拳 POKKÉN TOURNAMENT (2015)：プロデューサー
- Lost Reavers（英語版） (2015)：エグゼクティブプロデューサー
- 鉄拳7: Fated Retribution (2016)：ディレクター
- サマーレッスン (2016)：エグゼクティブプロデューサー
- ポッ拳 POKKÉN TOURNAMENT DX (2017)：プロデューサー
- 鉄拳 X ストリートファイター (TBA)：エグゼクティブプロデューサー
- 鉄拳8（2024）ディレクター